# Michael Klukowski
Michael Klukowski – detto Mike – (Amstetten, 27 maggio 1981) è un ex calciatore polacco naturalizzato canadese, nato in Austria, di ruolo difensore.

## Caratteristiche tecniche
Era un terzino sinistro.

## Carriera

### Club
Dopo aver iniziato in patria, si trasferisce in Francia, giocando anche a Lilla. Nel gennaio 2005 passa al Club Bruges in cambio di 700000 €. Nell'agosto 2010, si trasferisce in Turchia, all'Ankaragücü per 750000 €. Tra l'aprile e il luglio 2011 rimane senza squadra. Nell'estate 2011 si accorda con il Manisaspor, restando in Turchia per un altro anno. Il 20 luglio 2012 passa ai ciprioti dell'APOEL e il 20 agosto 2013 si ritira.